# Хріновуха

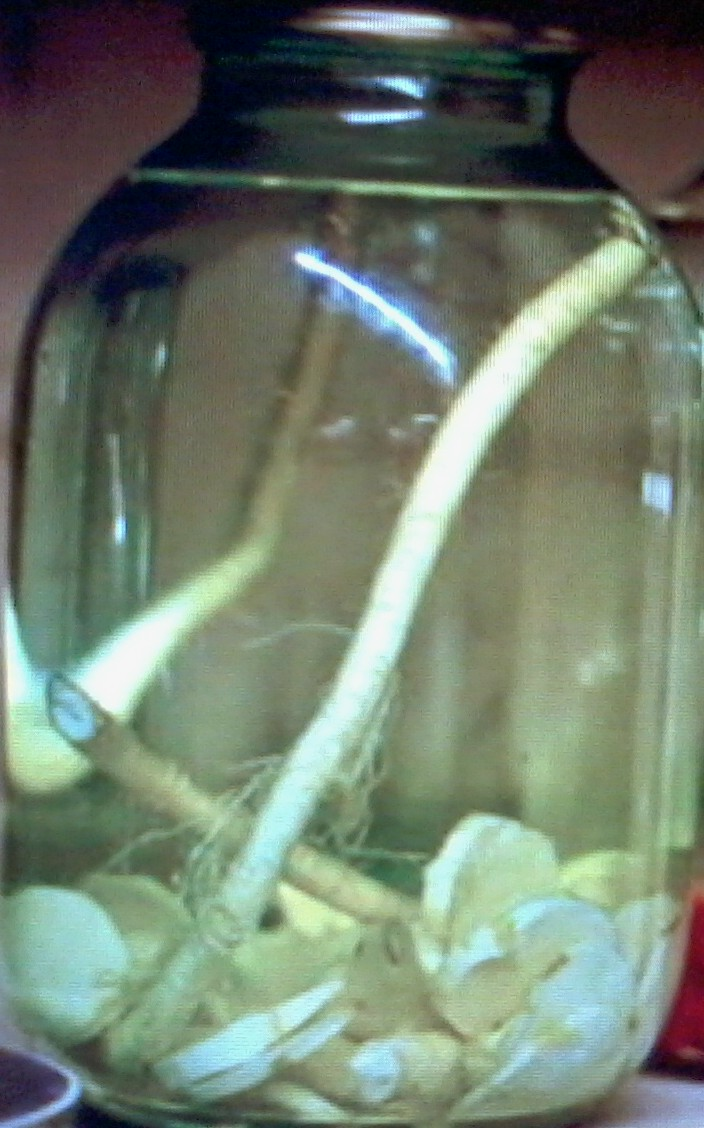
Хріновуха

Хрінову́ха, хрінівка — народний алкогольний напій України, настоянка. Готується на основі хрону та горілки. 
Використовується у народній медицині.

## Історія
Відомий напій ще від часів Русі. 

## Рецепт приготування
Необхідно: 500 мл горілки, 1 невеликий корінь хрону, 2 столові ложки меду.
- Хрін очистити, натерти на крупній тертці, або нарізати ножем тонкими кружальцями.
- Додати до хрону мед і ретельно перемішати.
- Перекласти суміш хрону з медом у чисту пляшку. Влити невелику кількість горілки і сильно збовтати доки не розчиниться мед. Долити горілку, що залишилася . Закоркувати пляшку та дати настоятися 2-3 дні (можна тиждень), після цього настоянку процідити.
- Щоб отримати більш м'який смак, додають 1-1,5 столову ложки лимонного соку.